# 2-й штурмовой авиационный корпус
2-й штурмовой авиационный корпус (2-й шак) в последующем переименованный в 3-й гвардейский штурмовой авиационный корпус — соединение Военно-Воздушных сил (ВВС) Вооружённых Сил СССР, принимавшее участие в боевых действиях Великой Отечественной войны в период с 1942 по 1944 годы. Имел в своём составе до трёх штурмовых авиационных дивизий.

## Наименования корпуса
- 2-й штурмовой авиационный корпус;
- 2-й штурмовой авиационный Смоленский корпус;
- 2-й штурмовой авиационный Смоленский Краснознамённый корпус (до 27.10.1944 г.);
- 3-й гвардейский штурмовой авиационный Смоленский Краснознамённый корпус;
- 3-й гвардейский штурмовой авиационный Смоленско-Будапештский Краснознамённый корпус;
- 63-й гвардейский штурмовой авиационный Смоленско-Будапештский Краснознамённый корпус (с 10.01.1949 г.).

## Создание корпуса
2-й штурмовой авиационный корпус сформирован 10 октября 1942 года приказом Народного Комиссара Обороны СССР.

## В действующей армии
- с 12 ноября 1942 года по 4 января 1944 года, всего 419 дней[2]
- с 10 апреля 1944 года по 27 октября 1944 года, всего 201 день[2]

Итого: 620 дней

## Подчинённость
В различные периоды времени штурмовой корпус входил в состав 3-й, 5-й, 17-й воздушных армий, а также находился в резерве ставки ВГК. Корпус перебрасывался на самые опасные направления, как целиком, так и отдельными дивизиями.
| Дата       | Воздушная Армия     | Фронт                | Соединения в составе Корпуса                                                                                            |
| ---------- | ------------------- | -------------------- | --- |
| 10.10.1942 | -                   | Резерв ставки ВГК    | 231-я штурмовая авиационная дивизия, 232-я штурмовая авиационная дивизия                                                |
| 11.1942    | 3-я воздушная армия | Калининский фронт    | 231-я штурмовая авиационная дивизия, 232-я штурмовая авиационная дивизия                                                |
| 01.1942    | 3-я воздушная армия | Калининский фронт    | 231-я штурмовая авиационная дивизия                                                                                     |
| 15.02.1943 | 3-я воздушная армия | Калининский фронт    | 231-я штурмовая авиационная дивизия, 232-я штурмовая авиационная дивизия                                                |
| хх.08.1943 | 3-я воздушная армия | Калининский фронт    | 7-я гвардейская штурмовая авиационная дивизия, 231-я штурмовая авиационная дивизия, 233-я штурмовая авиационная дивизия |
| 03.09.1943 | 3-я воздушная армия | Калининский фронт    | 7-я гвардейская штурмовая авиационная дивизия, 231-я штурмовая авиационная дивизия, 233-я штурмовая авиационная дивизия |
| 04.1944    | 3-я воздушная армия | Калининский фронт    | 7-я гвардейская штурмовая авиационная дивизия, 231-я штурмовая авиационная дивизия                                      |
| 08.1944    | 5-я воздушная армия | 2-й Украинский фронт | 7-я гвардейская штурмовая авиационная дивизия, 231-я штурмовая авиационная дивизия,                                     |
| 27.10.1944 | 5-я воздушная армия | 2-й Украинский фронт | 7-я гвардейская штурмовая авиационная дивизия, 12-я гвардейская штурмовая авиационная дивизия                           |

## В составе объединений
| Объединение                                 | Период                  |
| ------------------------------------------- | ----------------------- |
| Авиация Резерва Ставки ВГК                  | 10.10.1942 — 12.11.1942 |
| 3-я воздушная армия Калининского фронта     | 12.11.1942 — 06.1943    |
| 1-я воздушная армия Западного фронта        | 06.1943 — 04.01.1944    |
| Авиация Резерва Ставки ВГК                  | 04.01.1944 — 10.04.1944 |
| 5-я воздушная армия 2-го Украинского фронта | 10.04.1944 — 27.10.1944 |

## Соединения и части корпуса

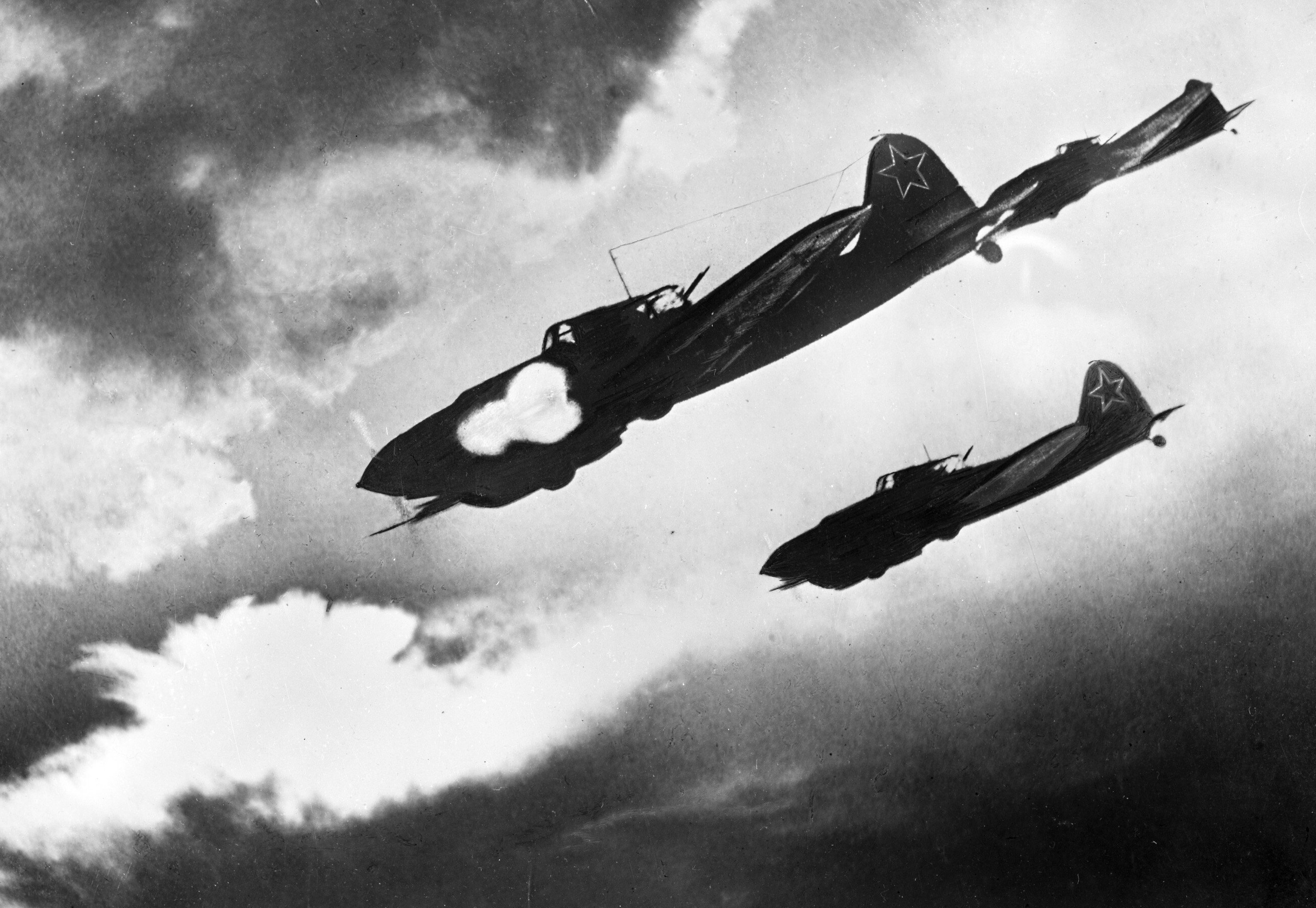
Штурмовик Ил-2 атакует

- 231-я штурмовая авиационная дивизия
- 232-я штурмовая авиационная дивизия (7-я гвардейская штурмовая авиационная дивизия[6])
- 233-я штурмовая авиационная дивизия
- 279-я истребительная авиационная дивизия (с августа 1944 года в оперативном подчинении корпуса)
  - 92-й истребительный авиационный полк
  - 192-й истребительный авиационный полк
  - 486-й истребительный авиационный полк
  - 352-й истребительный авиационный полк
- 395-я отдельная авиационная эскадрилья связи
- 262-я отдельная рота связи
- 39-й отдельный взвод аэрофотослужбы
- 1802 военно-почтовая станция

## Командир корпуса
- полковник Василий Васильевич Степичев[7], период нахождения в должности: 10.10.1942 — 17.03.1943 г.
- генерал-майор авиации Василий Васильевич Степичев[7], период нахождения в должности: 17.03.1943 г. — 11.05.1944 г.
- генерал-лейтенант авиации Василий Васильевич Степичев[7], период нахождения в должности: 11.05.1944 г. — 27.10.1944 г.

## Участие в операциях и битвах
- Операция «Искра»[7] (Операция по прорыву блокады Ленинграда), с 24 декабря 1942 года по 26 марта 1943 года
- Великолукская операция[7] с 24 ноября 1942 года по 20 января 1943 года.
- Ржевско-Вяземская операция[7] с 2 марта 1943 года по 31 марта 1943 года.
- Орловская стратегическая наступательная операция «Кутузов»[7] с 12 июля 1943 года по 18 августа 1943 года
- Смоленская стратегическая наступательная операция «Суворов»[7] с 7 августа 1943 года по 2 октября 1943 года
  - Спас-Деменская наступательная операция[7] с 7 августа 1943 года по 20 августа 1943 года
  - Ельнинско-Дорогобужская наступательная операция с 28 августа 1943 года по 6 сентября 1943 года
  - Смоленско-Рославльская Операция[7] с 15 сентября 1943 года по 2 октября 1943 года
- Наступательная операция на Оршанском направлении, с 12 октября 1943 года по 2 декабря 1943 года
- Днепровско-Карпатская стратегическая наступательная операция
  - Уманско-Ботошанская наступательная операция - с 10 по 17 апреля 1944 года.
- Ясско-Кишиневская операция[7] с 20 августа 1944 года по 29 августа 1944 года
- Дебреценская операция[7] с 6 октября 1944 года по 28 октября 1944 года
- Бухарестско-Арадская наступательная операция[7] с 30 августа 1944 года по 3 октября 1944 года
- Будапештская стратегическая наступательная операция[7] с 19 октября 1944 года по 27 октября 1944 года
  - Кечкемет-Будапештская наступательная операция[7] с 19 октября 1944 года по 27 октября 1944 года
  - Сольнок-Будапештская наступательная операция[7] с 19 октября 1944 года по 27 октября 1944 года

## Боевой путь
20 ноября 1942 года части корпуса придаются 3-й воздушной армии для участия в наступательной операции войск Калининского фронта, которая по времени совпала с историческим сражением под Сталинградом. На соединения и части 3-й воздушная армия возлагались задачи: активными последовательными и массированными ударами штурмовиков и бомбардировщиков под прикрытием истребителей днём и ночью изматывать противника, уничтожать его живую силу и технику, содействовать наступающим войскам в прорыве обороны противника, а в дальнейшем — в разгроме и уничтожении его группировок.
Кроме того, авиация должна была уничтожать самолёты противника на аэродромах, прикрывать свои войска на поле боя, разрушать железнодорожные узлы и перегоны для срыва подвоза противником резервов, вести разведку.
Наступательные действия Красной Армии возобновились 2 марта 1943 г. После упорных боев 3 марта 1943 г. был освобождён Ржев, 4 марта — Оленино, 6 марта после двукратного штурма — Гжатск, наиболее сильный опорный пункт вражеской обороны. 8 марта войска Западного фронта освободили город и железнодорожную станцию Сычёвка. Были освобождены также Вязьма и Белый. Сухопутным войскам, участвовавшим в освобождении указанных городов, действенную помощь с воздуха оказывали полки авиадивизий. Бои носили ожесточённый характер. Преследуя противника, Калининский и Западный фронты продвинулись вперед на 100—120 км, разгромили ржевско-вяземский плацдарм Группы армий «Центр», вышли на дальние подступы к городу Смоленску.
После этого Калининский и Западный фронты стали накапливать силы, готовясь к новым сражениям. Авиационные части и соединения корпуса пополнялись самолётами с высокими тактико-техническими данными, выпуск которых промышленность увеличивала с каждым месяцем, в полках проводилось обучение летного состава.
С 20 августа 1944 года корпус силами 231-й шад и 7-й гвардейской шад в составе 5-й ВА принимает участие в Ясско-Кишиневской операции. Главной целью войск 2-го Украинского фронта являлось замыкание кольца вокруг кишиневской группировки противника с запада и юго-запада. Решение этой задачи возлагалось на 4-ю гвардейскую, 52-ю армии и 18-й танковый корпус, а части корпуса продолжали содействовать их наступлению. Бомбардировочными и штурмовыми ударами авиаторы корпуса уничтожали узлы сопротивления противника и его отходившие войска, бомбили переправы, прикрывали боевые порядки наступавших войск и вели разведку.
27 августа окружённая группировка противника восточнее реки Прут была ликвидирована, а 29 августа уничтожены вражеские части, которым удалось переправиться через Прут юго-западнее Хуши. Развивая наступление, войска фронта при содействии авиации штурмом овладели городами и крупными узлами коммуникаций Фокшаны и Рымникул-Сэрат. Так называемые Фокшанские ворота, по которым проходило основное операционное направление противника к нефтеносным районам Румынии и к её столице, были ликвидированы. 30 августа воины 5-й гвардейской танковой армии при хорошо организованной поддержке лётчиков корпуса штурмом овладели крупным промышленным центром Румынии городом Плоешти, а на следующий день советские войска вступили в Бухарест.
Оставив далеко позади Яссы и Кишинёв, главные силы 2-го Украинского фронта при поддержке авиации 5-й воздушной армии, обогнув юго-восточный выступ Карпат, вышли на просторы Нижнедунайской равнины. Советские войска приближались к границам Венгрии — последнего союзника фашистской Германии в Европе. Продолжая наступление, начале октября 1944 года советские войска вышли левым крылом на территорию Югославии и румыно-венгерскую границу. Правее, к востоку от Дуклинского перевала до границы с Румынией, вёл боевые действия 4-й Украинский фронт. Слева на югославской территории действовали войска 3-го Украинского фронта. Дебреценская наступательная операция началась утром 6 октября 1944 года. После короткой артиллерийской и авиационной подготовки ударная группировка 2-го Украинского фронта перешла в наступление на главном направлении. В соответствии с планом операции корпус в составе 5-й воздушной армии эшелонированными ударами групп самолётов содействовал войскам 53-й армии и конно-механизированной группы генерал-лейтенанта И. А. Плиева в прорыве обороны противника на рубеже Дыола, Кетедьхаза, Кунагота, Орошхаза и развитию успеха на главном направлении, уничтожал живую силу и боевую технику врага в районе Чорваш, Тотксилош, Бекеш, Гадараш, вёл разведку вражеских войск перед фронтом 53-й армии. К исходу 20 октября войска фронта, поддержанные авиацией, овладели Дебреценом.
В приказе Верховного Главнокомандующего за отличные боевые действия объявлялась благодарность войскам фронта, в том числе лётчикам генерал-полковника авиации С. К. Горюнова. В последующие дни подвижные соединения фронта при поддержке авиаторов корпуса, выйдя в район Ньиредьхазы, перерезали пути отхода вражеским войскам, находившимся перед правым крылом 2-го Украинского фронта.
25 октября Москва салютовала войскам 2-го Украинского фронта, овладевшим важными опорными пунктами обороны противника и крупными железнодорожными узлами в северной Трансильвании, городами Сату-Маре, Карей, занявшим более ста других населённых пунктов. В боях за эти города вместе с наземными войсками отличились и лётчики корпуса.
27 октября 1944 года за образцовое выполнение заданий командования в боях с немецко-фашистскими захватчиками, за овладение городами Орадя и Дебрецен корпус преобразован в 3-й гвардейский штурмовой авиационный корпус.

## Гвардейские части
- 2-й Смоленский штурмовой авиационный корпус переименован в 3-й гвардейский Смоленский штурмовой авиационный корпус[8]
- 232-я штурмовая авиационная дивизия переименована в 7-ю гвардейскую штурмовую авиационную дивизию[9]
- 231-я Рославльская штурмовая авиационная дивизия переименована в 12-ю гвардейскую Рославльскую штурмовую авиационную дивизию[8]
- 230-й штурмовой авиационный полк переименован в 130-й гвардейский штурмовой авиационный полк[9]
- 568-й штурмовой авиационный полк переименован в 187-й гвардейский штурмовой авиационный полк[8]
- 570-й штурмовой авиационный полк переименован в 190-й гвардейский штурмовой авиационный полк[8]
- 704-й штурмовой авиационный полк переименован в 131-й гвардейский штурмовой авиационный полк[9]
- 801-й штурмовой авиационный полк переименован в 132-й гвардейский штурмовой авиационный полк[9]
- 873-й штурмовой авиационный полк переименован в 188-й гвардейский штурмовой авиационный полк[8]
- 946-й штурмовой авиационный полк переименован в 189-й гвардейский Брестский штурмовой авиационный полк[8]
- 395-я отдельная авиационная эскадрилья связи переименована в 7-ю гвардейскую отдельную авиационную эскадрилью связи[8]

## Почётные наименования
- 2-му штурмовому авиационному корпусу присвоено почётное наименование «Смоленский»[10]
- 231-й штурмовой авиационной дивизии присвоено почётное наименование «Рославльская»[10]
- 232-й штурмовой авиационной дивизии присвоено почётное наименование «Дебреценская»[11]

## Награды и почётные наименования
| Дата          | Поощрение              | Наименование        | Приказ            | Примечание                             |
| ------------- | ---------------------- | ------------------- | ----------------- | -------------------------------------- |
| 25.09.1943 г. | почётное наименование  | «Смоленский»        | Приказ ВГК № 0137 |                                        |
| 27.10.1944 г. | гвардейское звание     | 3-й гвардейский ШАК | Приказ НКО № 0340 | За овладение городами Орадя и Дебрецен |
|               | Орден Красного Знамени |                     |                   |                                        |

## Воздушный таран
Литвинов, Фёдор Иванович — младший лейтенант, командир звена 230-го штурмового авиационного полка 232-й штурмовой авиационной дивизии 15 января 1943 г. на Ленинградском фронте таранным ударом штурмовика сбил вражеский истребитель; произвёл посадку. Награждён орденом Отечественной войны 1 степени.